# Lluvia negra (novela)
Lluvia negra (黒い雨 Kuroi Ame?)es una novela del autor japonés Masuji Ibuse. Ibuse empezó a publicar Lluvia negra por entregas en la revista Shincho en enero de 1965. La novela se basa en los registros históricos de la devastación causada por el bombardeo atómico de Hiroshima.
En  2007 se publica en español  por la editorial española Libros del Asteroide, con traducción de Pedro Tena (ISBN 978-84-935448-3-6).

## Trama
Lluvia negra se narra a través de las anotaciones en el diario de Shizuma Shigematsu y otros personajes durante los días 6 al 15 de agosto de 1945 en Hiroshima. En el momento de la narración, Shigematsu y su esposa Shigeko son los tutores de su sobrina Yasuko. Se sienten obligados a encontrar un marido adecuado para ella, y al comienzo de la novela, tres intentos anteriores de concertar una cita ya habían fracasado debido a los rumores de que ella padecía una enfermedad por radiación debido a la exposición a la «lluvia negra», precipitación radiactiva que había caído cuando la inmensa tormenta ignea causada por la explosión nuclear sembró las nubes sobre Hiroshima, haciendo que el material radiactivo volviera a caer en forma de lluvia. El miedo y el asco a la enfermedad de la radiación y a quienes la padecen son dos de los temas principales a lo largo de la historia. Aunque las anotaciones del diario de Shigematsu intentan refutar la enfermedad de su sobrina demostrando que ella no estaba en Hiroshima durante la explosión, al final resulta que Yasuko había ido allí inmediatamente después a buscar a sus padres y sí que había enfermado por la «lluvia negra».

## Adaptaciones
El director Shohei Imamura dirigió una adaptación cinematográfica de la novela japonesa en 1989. 